# Françoise Fabian
Françoise Fabian, właśc. Michelle Cortès (ur. 10 maja 1933 w Algierze) – francuska aktorka filmowa, telewizyjna i tearalna, a także piosenkarka. Dwukrotnie nominowana do nagrody Cezara za najlepszą rolę drugoplanową w filmach: Trzy miejsca na 26 (1988; reż. Jacques Demy) oraz Guillaume i chłopcy! Kolacja! (2013; reż. Guillaume Gallienne). 
Zasłynęła także podpisaniem w 1971 tzw. manifestu 343. Sprawowała funkcję przewodniczącej jury przyznającego nagrodę Złotej Kamery za najlepszy debiut reżyserski na 49. MFF w Cannes (1996).

## Wybrana filmografia
- Kurier carski (1956) jako Natko

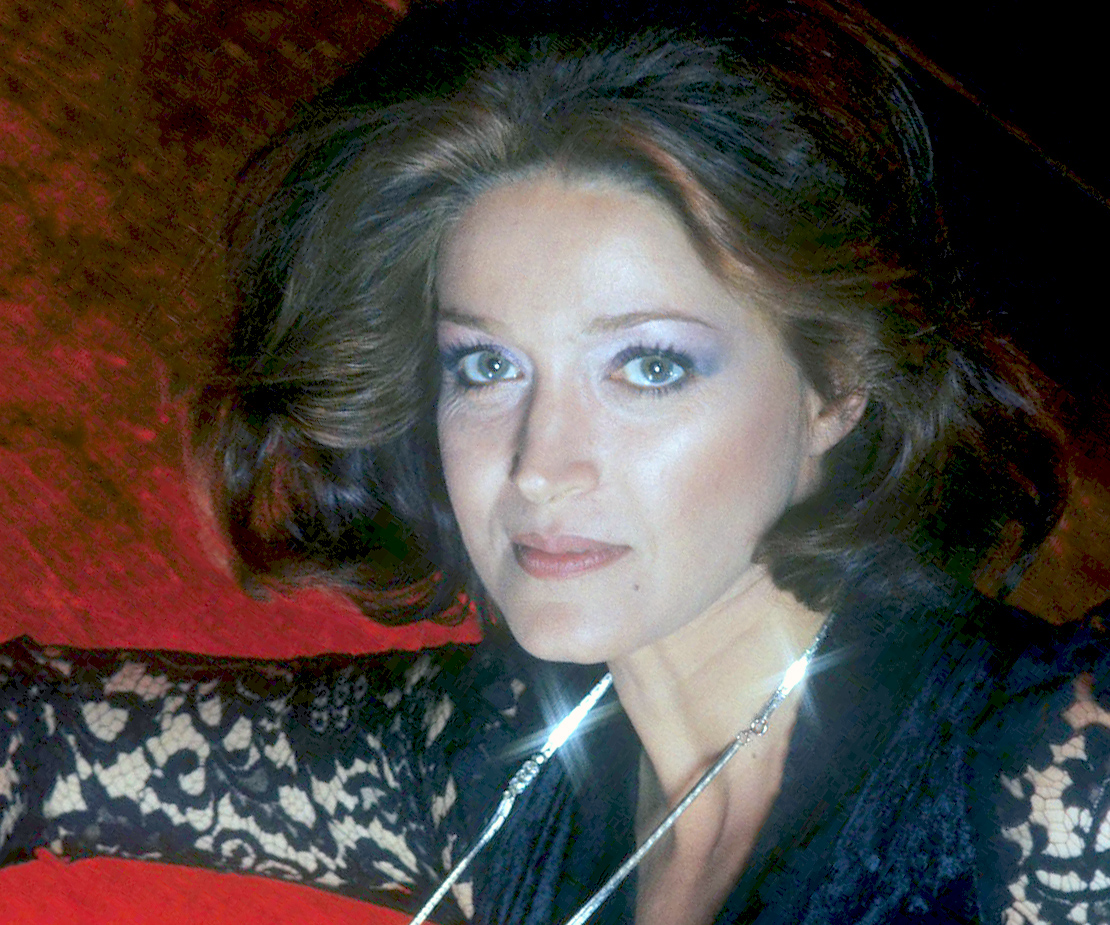
Françoise Fabian w 1976

- Przygody Dyla Sowizdrzała (1956) jako Esperanza
- Damski krawiec (1956) jako Sophie
- Nieznośna dziewczyna (1956) jako Lili Rocher-Villedieu
- Maigret, Lognon i gangsterzy (1963) jako Lily
- Życie złodzieja (1967) jako Ida
- Piękność dnia (1967) jako Charlotte
- Moja noc u Maud (1969) jako Maud
- Specjaliści (1969) jako Virginia Pollywood
- Miłość po południu (1972) jako kobieta w sennym marzeniu
- Cześć artysto (1973) jako Peggy
- Na spotkanie radosnej śmierci (1973) jako Françoise
- Szczęśliwego Nowego Roku (1973) jako Françoise
- Śmierć sędziego (1974) jako Antonia Traini
- Po antycznych schodach (1975) jako Anna Bersani
- Madame Claude (1977) jako Madame Claude
- Rozstania i powroty (1984) jako Sarah Lerner
- Quo vadis? (1985; serial TV) jako Pomponia Grecyna
- Trzy miejsca na 26 (1988) jako baronowa Marie-Hélène de Lambert
- Odnaleziony przyjaciel (1989) jako hrabina von Lohenburg, żona Konrada
- Sekretna obrona (1998) jako Geneviève
- List (1999) jako pani de Chartres
- 5x2 pięć razy we dwoje (2004) jako Monique Chamard, matka Marion
- LOL (2008) jako matka Anny
- Człowiek i jego pies (2008) jako żona Achaba
- Porwanie (2009) jako Marjorie, matka Stanislasa
- Imię (2012) jako Françoise Larchet
- Guillaume i chłopcy! Kolacja! (2013) jako „Babou”, babcia Guillaume'a
- Rose (2021) jako Rose